# HTCondor
HTCondor er en software for distribueret parallellisering af resursekrævende opgaver.

Det kan benyttes til at overføre en arbejdsmængde til en dedikeret klyngecomputer - og/eller til ledige stationære computere.
HTCondor er fri og åben source software. HTCondor kører på Unix, Linux, FreeBSD, Mac OS X og Microsoft Windows.
HTCondor var tidligere kendt som Condor Cloud, men skiftede navn i oktober 2012 efter en retssag om varemærke.